# Absorpční chlazení
Absorpční chlazení je kontinuálně pracující chladicí zařízení bez pohyblivých částí. Využívá následující zákony:
- zákon o zachování směsi plynů v uzavřené nádobě
- zákon o parciálních tlacích
- zákon o míchání plynů – difuze

Systém je naplněn čpavkem jako chladivem, vodou jako sorbční látkou a vodíkem. Využíván je u chladniček. Výhodou tohoto chlazení že nevydává žádný hluk.
Ke svému chodu potřebuje tepelnou energii, aby ohřála varník a okruh se mohl uvést v činnost.
Díky svému tichému chodu se absorpční chladničky využívají do hotelových pokojů pro komfort hostů.
Čpavkový oběh
- z varníku do kondenzátoru proudí páry čpavku
- z kondenzátoru do výparníku kapalný čpavek
- z výparníku do absorbéru směs pár čpavku a vodíku
- z absorbéru do varníku čpavek absorbovaný do vody

Čpavková voda
- z varníku do absorbéru proudí chudobná čpavková voda
- z absorbéru do varníku bohatá čpavková voda

Oběh vodíku
- z absorbéru do výparníku proudí čistý vodík
- z výparníku do absorbéru směs vodíku a pár čpavku

## Funkce zařízení
Ve varníku se zahříváním uvolňují páry čpavku. Ve vysušovači se odstraňuje z pár voda. V kondenzátoru vytlačí páry vodíku a ochlazování okolním prostředím kondenzují. Kapalný čpavek samospádem stéká do výparníku. Zde se střetá s vodíkem, stoupajícím z absorbéru. Přichází k uplatnění Daltonového zákona (parciální tlaky) a difuze. Vrstvička čpavkových pár nad kapalinu se mísí s plynným vodíkem a dochází k difuzi. Čpavkové páry ve směsi mají svůj parciální tlak nižší, než tlak celkový. Při obnovování vrstvičky dochází k vypařování a vypařující se teplo je odebíráno výparníkem z vychlazovaného prostoru – zařízení chladí.             
Směr pár čpavku a vodíku je těžší než čistý vodík a stéká samovolně přes plynový výměník do sběrače (zásobník bohaté čpavkové vody)
Zásobník je součástí kapalinového zásobníku a spolu s termosifónem tvoří spojité nádoby. Termosifon spolu s varníkem je vyhřívaný. Termosifon dopravuje bohatou čpavkovou vodu do zásobníku do varníku.
Vhodná čpavková voda je těžší a klesá na dno varníku. Varník spolu se vstupem do absorbéru tvoří též spojité nádoby. Chudá čpavková voda stéká absorbérem kde se střetá se směsí čpavku a vodíku. Dochází k absorpcí čpavku a vody.
V horní části z absorbéru vystupuje čistý vodík, který stoupá do výparníku
K zhospodárnění jsou v aparatuře ještě tepelné výměníky. Vyhřívání varníku může být elektrické nebo plynové.
Absorpční okruh se uvádí do chodu buď elektrickou energií nebo plynem jako je: propan butan. 

### Části absorpčního okruhu
Univerzální varník, vysušování, kondenzátor, deskový výparník, zásobník bohaté čpavkové vody, absorbér, trubka bohaté čpavkové vody, termosifon, výstup chudé čpavkové vody z varníku, přívod vodíku z absorbéru do výparníku, plynový výměník, kapalinový výměník, zásobník vodíku, vstup kapalného čpavku do výparníku, výstup směsi pár čpavku a vodíku z výparníku.